# جيونغ وو يونغ
جيونغ وو يونغ (الكورية: 정우영) (بالهانجا: 鄭優營) (مواليد 20 سبتمبر 1999) هو لاعب كرة قدم كوري جنوبي محترف يلعب مع نادي فرايبورغ في الدوري الألماني كمهاجم أو وسط مهاجم.

## الإحصائيات

### النادي
آخر تحديث 24 أبريل 2021. 
| النادي                | الموسم   | الدوري                             | الدوري | الدوري  | الكأس  | الكأس   | قاري   | قاري    | أخرى   | أخرى    | المجموع | المجموع |
| النادي                | الموسم   | الدرجة                             | الظهور | الأهداف | الظهور | الأهداف | الظهور | الأهداف | الظهور | الأهداف | الظهور  | الأهداف |
| --------------------- | -------- | ---------------------------------- | ------ | ------- | ------ | ------- | ------ | ------- | ------ | ------- | ------- | ------- |
| بايرن ميونخ           | 2018–19  | الدوري الألماني                    | 1      | 0       | 0      | 0       | 1      | 0       | —      | —       | 2       | 0       |
| فرايبورغ              | 2019–20  | الدوري الألماني                    | 0      | 0       | 1      | 0       | —      | —       | —      | —       | 1       | 0       |
| فرايبورغ              | 2020–21  | الدوري الألماني                    | 23     | 3       | 2      | 0       | —      | —       | —      | —       | 25      | 3       |
| فرايبورغ              | المجموع  | المجموع                            | 23     | 3       | 3      | 0       | —      | —       | —      | —       | 26      | 3       |
| بايرن ميونخ ب         | 2018–19  | الدوري الإقليمي لبافاريا           | 31     | 13      | —      | —       | —      | —       | 2      | 0       | 33      | 13      |
| فرايبورغ ب            | 2019–20  | الرابطة الإقليمية الجنوبية الغربية | 6      | 2       | —      | —       | —      | —       | —      | —       | 6       | 2       |
| بايرن ميونخ ب (إعارة) | 2019–20  | الدوري الألماني الدرجة الثالثة     | 15     | 1       | —      | —       | —      | —       | —      | —       | 15      | 1       |
| الإجمالي              | الإجمالي | الإجمالي                           | 76     | 19      | 3      | 0       | 1      | 0       | 2      | 0       | 82      | 19      |

1. ↑  المباريات في دوري أبطال أوروبا
2. ↑  المباريات في تصفيات التأهل للدوري الألماني الدرجة الرابعة

## الإنجازات
بايرن ميونخ ب
- الدوري الألماني الدرجة الثالثة: 2019–20[2]
- الدوري الإقليمي لبافاريا: 2018–19[3]
- كأس الدوري الممتاز: 2018–19[4]

بايرن ميونخ
- الدوري الألماني: 2018–19
- كأس ألمانيا: 2018–19

كوريا الجنوبية تحت 14
- دورة الألعاب الآسيوية للشباب: 2013[7]

كوريا الجنوبية تحت 17
- الميدالية الفضية في الألعاب الأولمبية للشباب: 2014[8]

كوريا الجنوبية تحت 23
- بطولة آسيا تحت 23 عاما: 2020[9]

## وصلات خارجية
- جيونغ وو يونغ على موقع الاتحاد الدولي (مؤرشف)  (الإنجليزية)
- جيونغ وو يونغ على موقع الاتحاد الأوربي (الإنجليزية)
- جيونغ وو يونغ على موقع قاعدة بيانات كرة القدم.إي يو (الإنجليزية)
- جيونغ وو يونغ على موقع ناشيونال فوتبول تيمز (الإنجليزية)
- جيونغ وو يونغ على موقع Soccerway.com (الإنجليزية)
- جيونغ وو يونغ على موقع عالم كرة القدم.نت (الإنجليزية)
- جيونغ وو يونغ على موقع أوليمبيديا (الإنجليزية)